# 石栗建
石栗 建（いしぐり たつる、1971年10月16日 - ）は、新潟県出身のサッカー指導者。日本サッカー協会公認Proライセンスを有する。

## 来歴
新潟明訓高等学校を経て、一浪の末筑波大学へ進学。同大蹴球部でセンターバックとしてプレーし大槻毅と最終ラインを組む一方で、同大ゼミにてスポーツ医学を学び大学院に進学、卒業した。
当初教員を志していたが大学院在学中より指導者としてサッカーに携わりたいとの想いを強め、1998年にヴェルディ川崎のユースでフィジカルコーチとして指導者のキャリアをスタート。コンサドーレ札幌、東京ヴェルディ、清水エスパルスなどでフィジカルコーチを歴任した。
浦和レッドダイヤモンズの強化スタッフを務めていた大槻から「一緒に仕事をしないか」と熱心な誘いを受け、妻の実家が浦和にあり妻の家族が浦和レッズの熱烈なサポーターだった縁もあり、2013年に浦和レッドダイヤモンズユースでフィジカルコーチも兼ねたコーチに就任。2019年より同トップチームのフィジカルコーチを務める。 
2018年度にはJFA公認S級ライセンスを取得した。

## 所属クラブ
- 1987年 - 1990年 新潟明訓高等学校
- 1991年 - 1995年 筑波大学

## 指導歴
- 1998年 - 1999年 読売日本SCユース フィジカルコーチ
- 2000年 ヴェルディ川崎/東京ヴェルディ1969
  - 2000年 トップチーム フィジカルコーチ
  - 2001年 ユース フィジカルコーチ
- 2002年 コンサドーレ札幌 フィジカルコーチ
- 2003年 - 2008年 東京ヴェルディ1969/東京ヴェルディ フィジカルコーチ
- 2009年 - 2010年 コンサドーレ札幌 フィジカルコーチ
- 2011年 - 2012年 清水エスパルス フィジカルコーチ
- 2013年 - 2018年 浦和レッドダイヤモンズ ユースコーチ
- 2019年 - 浦和レッドダイヤモンズ フィジカルコーチ